# 大山正樹
大山 正樹（おおやま まさき、1869年5月23日〈明治2年4月12日〉 - 没年不明）は、日本の醸造家、「大和花」醸造元、広島県酒造組合賀茂郡支部長、広島県多額納税者、政治家（広島県賀茂郡西志和村長）、名望家。

## 経歴
広島県賀茂郡西志和村（現東広島市）に生まれた。大山源之助の長男。1897年、家督を相続した。酒造業を営んだ。
1909年、村会議員に当選。1921年8月より1933年5月まで3期にわたり西志和村長在職。村長退職に際し村より影徳碑を建設された。

## 人物
貴族院多額納税者議員選挙の互選資格を有した。

## 家族・親族
大山家
大山家は醤油醸造業を営んでいたが、正樹の父・源之助は明治初年に酒造業にあらため「大和花」と命名し斯業を経営した。
- 父・源之助（酒造家）[3][5]
- 姉・ツナ（1862年 - ?、広島、秋廣現太の妻）[5]
- 妹
  - エイ（1871年 - ?、広島、太田芳太郎の妻）[5]
  - タネ（1875年 - ?、広島、織田熊二郎の二男虎之助の妻）[5]
- 妻・トネ（1875年 - ?、広島、木坂義定の妹）[5]
- 養子
  - キエ（1879年 - ?、広島、秋廣輝五郎の姉、小松権六の妻）[5]
  - 良枝（1907年 - ?、広島、秋廣現太の三女）[5]